# Calabrese (Band)
Calabrese ist eine US-amerikanische Horrorpunk-Musikgruppe, die 2003 in Phoenix, Arizona von den Brüdern Jimmy, Bobby und Davey Calabrese gegründet wurde. Sich selbst bezeichnet die Musikgruppe als „The World's Greatest Horror Rock Band“.

## Geschichte
Als wesentlicher musikalischer Einfluss gelten für Calabrese das Band-Dreiergespann von Glenn Danzig, bestehend aus den Misfits, Samhain und Danzig. Weitere Einflüsse stammen von The Damned und den Ramones. Genretypisch behandelt die Band auf humorvolle Weise Themen wie den Tod, Vampire, Werwölfe, Zombies und allgemein Themen aus Horror-B-Filmen.
Eine hohe Konzertpräsenz, auch als Vorbands für bekanntere Gruppen wie den Misfits, Nekromantix, Tiger Army oder Mad Sin, zahlreiche Samplerbeiträge und Kritikerlob machten Calabrese in der Horrorpunk-Szene der Vereinigten Staaten rasch populär.
2004 veröffentlichten Calabrese, nach einer EP, ihr Debütalbum 13 Hallowe’ens. Das deutsche Horrorpunklabel Fiend Force Records platzierte ein Lied davon auf ihrem Sampler This Is Horrorpunk 2, und machte die Band somit erstmals in Europa einem breiteren Publikum bekannt. 2008 erschien das Nachfolgealbum The Traveling Vampire Show. Der Albumname ist dabei einem Buchtitel des US-amerikanischen Horrorautors Richard Laymon entliehen (deutscher Titel: „Die Show“). Obwohl kritisiert wird, dass viele Lieder der Gruppe zu ähnlich klingen, lobt André Ohler in der Musikzeitschrift Ox das Album: „Das Zweitwerk wartet mit einem fetten Sound auf, den der erste Longplayer so schmerzlich vermissen ließ. Wer also von Calabrese, und das werden außerhalb der Horrorpunk-Gemeinde viele sein, noch nichts im Schrank stehen hat, sollte jetzt zugreifen, denn an dieser Band kommt man eigentlich nicht vorbei, wenn man auf Gruselpunk mit Doo-Wop-Anleihen und Boygroup-Appeal steht.“
Obwohl sich die Calabrese-Brüder in den USA bereits einen ansehnlichen Bekanntheitsgrad erspielten, gilt die Band in Europa noch als Geheimtipp. Ihr erstes Europakonzert bestritten Calabrese am 1. Juni 2009 beim Wave-Gotik-Treffen in Leipzig zusammen mit Blitzkid und Shadow Reichenstein. Im März 2010 veröffentlichte die Gruppe ihr drittes Album unter dem Titel Calabrese III: They Call Us Death. Im 2009 veröffentlichten Horrorfilm The Graves des Regisseurs Brian Pulido, hat die Band einen Gastauftritt.
Traditionell bestimmt die Band die Titel der Alben nicht selbst, sondern lässt Fans, nach der Veröffentlichung der jeweiligen Liedtitel und des Themas, Vorschläge einreichen. Nach der Entscheidung für einen bestimmten Vorschlag, wird der Urheber namentlich im Album genannt.
Mit Flee the Light veröffentlichten Calabrese 2019 ihr siebtes Studioalbum. Eine Besonderheit dabei ist, dass die Band zu jedem Lied des Albums ein eigenes Musikvideo veröffentlichte, dabei mehrmals unter Mitwirkung des Models Maegan Machine.

## Diskografie

### Alben
- 2004: 13 Hallowe’ens
- 2008: The Traveling Vampire Show
- 2010: Calabrese III: They Call Us Death
- 2012: Dayglo Necros
- 2013: Born with a Scorpion's Touch
- 2015: Lust for Sacrilege
- 2019: Flee the Light

### EPs
- 2003: Midnight Spookshow
- 2022: Death Cult

### Musikvideos
- 2006: Backseat of My Hearse
- 2008: Vampires Don’t Exist
- 2008: Voices of the Dead
- 2012: The Dead Don't Rise
- 2013: Ghostwolves
- 2013: Coffin of Ruins
- 2013: Born With a Scorpion's Touch
- 2014: I Wanna Be a Vigilante
- 2014: Lust for Sacrilege
- 2014: Flesh and Blood
- 2015: Gimme War
- 2015: Wanted Man
- 2016: The Dark Is Who I Am / Drift into Dust
- 2019: Maleficis Visibilis
- 2019: He Who Flees the Light
- 2019: Let Doom Overtake Us
- 2019: King Prowler
- 2019: Demonspitter
- 2019: Pleasures of Evil
- 2019: Hallucinatory Void
- 2019: And in the End... I am Nothing
- 2019: All the Devils in Hell
- 2019: End of Time at the Gates of Hell
- 2019: Invisible Witches